# Spezialisierte Kräfte des Heeres mit erweiterter Grundbefähigung

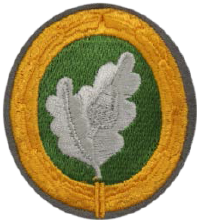
Sonderabzeichen Kräfte mit erweiterter Grundbefähigung

Spezialisierte Kräfte des Heeres mit erweiterter Grundbefähigung (SpezlKrH EGB; EGB) sind Einheiten oder Teileinheiten des Heeres der Bundeswehr. Das Fähigkeitsprofil dieser Einheiten soll die Lücke zwischen den Fähigkeiten der Fallschirmjäger und den Fähigkeiten des Kommandos Spezialkräfte schließen.
EGB-Soldaten erhalten neben der dienstgradabhängigen Besoldung eine monatliche Erschwerniszulage in Höhe von bis zu  500 Euro.

## Aufgaben / Auftrag
- direkte taktische Unterstützung von Spezialkräften
- militärische Rettungs- u. Evakuierungsoperationen im Rahmen der nationale Krisenvorsorge
- Durchführung von Operationen gemäß des Aufgabenspektrums der Fallschirmjägertruppe, bei besonders ausgeprägter Befähigung zum Jagdkampf

"EGB-Kräfte sind das Bindeglied zwischen regulärer Truppe und den Spezialkräften der Bundeswehr. Die taktische Unterstützung der Spezialkräfte ist ihr Kernauftrag. Zwei Fallschirmjägerkompanien, ein Pionier- und ein Aufklärungszug stehen jeweils in den beiden Regimentern der Luftlandebrigade 1 für diesen Auftrag bereit.
Meist führen EGB-Kräfte Einsätze durch, um zum Beispiel deutsche Staatsbürgerinnen und -bürger oder eigene isolierte Soldatinnen und Soldaten zu retten. Diese Einsätze finden im Rahmen von militärischen Evakuierungsmaßnahmen statt.
Doch ihr Auftrag umfasst weit mehr. EGB-Kräfte werden unter anderem auch eingesetzt, um Schlüsselinfrastruktur wie Bahnhöfe oder Radiosender freizukämpfen, wichtige feindliche Führungspersonen festzusetzen oder hinter feindlichen Linien zu stören und Verbindungslinien zu unterbrechen.
EGB-Kräfte erweitern so die Handlungsspielräume der militärischen Führung. Durch ihre Ausbildung und ihre Fähigkeiten, angesiedelt zwischen der Vielzahl der nicht spezialisierten Heeressoldaten und den eigentlichen Spezialkräften, bieten sie dem zuständigen Kommandeur die Möglichkeit, einen Spezialkräfteeinsatz gezielt und wirksam zu unterstützen – für eine bessere und schnellere Auftragserfüllung."

## Sonderabzeichen
Nach erfolgreichem Abschluss der Basisausbildung erhalten die Teilnehmer einen Ausbildungsnachweis, der gleichzeitig Besitzzeugnis für das Sonderabzeichen "Kräfte mit erweiterter Grundbefähigung" ist. Das Sonderabzeichen zeigt zwei silberfarbene Eichenlaubblätter mit Eichel auf grüner Unterlage mit goldfarbener Eichenlaubumrandung auf grauem, ovalem Grundtuch.

### Trivia
Das seit 2017 verliehene Sonderabzeichen Kräfte mit erweiterter Grundbefähigung ist das wiederverwendete Sonderabzeichen Führer im Fallschirmjägerspezialeinsatz. Alle Soldaten, die das Abzeichen noch als Sonderabzeichen Führer im Fallschirmjägerspezialeinsatz erworben haben, behalten ihre Trageberechtigung.